# Geissoloma marginatum
Geissoloma marginatum ist ein immergrüner Strauch aus der Kapprovinz. Sie ist die einzige Art der Gattung Geissoloma, die wiederum alleine die Pflanzen-Familie der Geissolomataceae innerhalb der Ordnung Crossosomatales bildet.

## Merkmale

### Habitus und Blätter
Geissoloma marginatum ist ein kleiner, xerophytischer, aber nicht sukkulenter Strauch mit immergrünen Blättern. Die jungen Stämme sind leicht viereckig. Ein Kork-Kambium ist vorhanden. Es gibt kein internes Phloem. Das Sekundäre Dickenwachstum erfolgt über einen normalen Kambiumring.
Die Blätter sind gegenständig, ledrig und sitzend bzw. mit nur einem kurzen Blattstiel. Die Blätter sind einfach mit einer ungeteilten Blattspreite. Die Blattadern sind fiederförmig. Die Nebenblätter sitzen am Blattstiel (intrapetiolar), sind aber nicht verwachsen. Sie sind klein. Die Blätter besitzen eine schleimhaltige Epidermis. Die Stomata besitzen keine Nebenzellen (sie sind anomocytisch). Das Mesophyll ist frei von sklerenchymatischen Idioblasten. Es enthält jedoch Kalziumoxalat-Kristalle in Drusenform.

### Blüten
Die Blüten stehen einzeln am Ende von kurzen axillären Zweigen. Am Blütenstiel stehen sechs Hochblätter (ausdauernd, in drei Paaren). Die Blüten sind vierzählig mit vier Blattkreisen. Ein Blütenboden (Hypanthium) fehlt.
Die Blütenhülle besteht aus nur einem vierzähligen Blattkreis und wird als Kelch gedeutet. Die vier blätter sind rot bis pink, am Grunde verwachsen. Die freien Lappe sind aber deutlich länger als die Röhre. Die Kelchblätter sind ausdauernd und überlappend.
Das Androeceum besteht aus zwei Kreisen (diplostemon) zu je vier Staubblättern. Sie sind frei oder setzen an der Basis des Kelches an (adnat). Die beiden Kreise sind deutlich unterschiedlich, indem die dem Kelch gegenüberstehenden Staubblätter deutlich länger sind. Alle Staubblätter sind fertil. Die Staubfäden sind schlank, die Antheren sind ellipsoidisch und öffnen sich mit Längsschlitzen. Der Pollen wird als Einzelkörner verbreitet. Er ist tricolpat.
Das Gynoeceum besteht aus vier verwachsenen Fruchtblättern, die einen vierfächerigen, oberständigen Fruchtknoten bilden. Die vier Griffel sind unten frei und oben verwachsen. Es gibt ebenso vier Narben. Die Plazentation ist zentralwinkelständig. Pro Fach gibt es zwei anatrope Samenanlagen mit zwei Integumenten (bitegmisch). Das äußere Integument trägt zu Bildung der Mikropyle bei. Die Polkerne verschmelzen bereits vor der Befruchtung. Es gibt drei Antipoden, die sich nicht vermehren und zugrunde gehen.

### Früchte
Die Frucht ist eine lokulizide Kapselfrucht mit vier Samen. Diese besitzen ein Endosperm und einen gut ausgebildeten Embryo mit zwei fleischigen Keimblättern. Der Embryo liegt zentral und gerade. Die Samenschale ist glänzend.

## Verbreitung
Die Art ist auf die Kapprovinz in Südafrika beschränkt. Die Pflanzen sind Aluminium-Akkumulatoren.

## Systematik
Die systematische Stellung der Pflanze wird teils unterschiedlich gehandhabt:
Cronquist hat die Gattung in die Celastrales gestellt, Tachtadschjan dagegen in die Ericanae (siehe Systematik der Bedecktsamer nach Tachtadschjan).
Von der APG-Website wird die Gattung in die Ordnung Crossosomatales gestellt. Dabei bilden die Geissolomataceae das Schwestertaxon der Gruppe aus Ixerbaceae und Strasburgeriaceae.